# Giardino botanico Nuova Gussonea
Giardino botanico "Nuova Gussonea" è un giardino tipologico italiano esteso per circa 10 ettari e situato ad un'altitudine di 1700-1750 metri sul versante meridionale dell'Etna, nella zona B del parco naturale a Ragalna.
Il giardino venne organizzato nel 1979 da un accordo tra la Direzione generale delle foreste della Regione Siciliana e l'Università di Catania, e inaugurato nel 1981. È dedicato alla memoria accademica di Giovanni Gussone, a ricordo anche della breve esistenza di un precedente giardino costituito nello stesso luogo intorno al 1903.
Il giardino riproduce per intero gli ambienti della flora vulcanica etnea, incluse delle parti speciali, come piccole grotte scavate da colate di lava. 
Il giardino contiene anche un deposito di semi (rifugio Valerio Giacomini) e una piccola stazione meteorologica per la registrazione dei dati climatici.